# Колонна, Фабио
Фабио Колонна (лат. Fabius Columna; итал. Fabio Colonna; около 1567 года, Неаполь — 1640 год, там же) — итальянский ботаник. Один из первых членов итальянской Академии наук.
Составил интересные комментарии на труды Теофраста, Диоскорида и Плиния, а также прибавил некоторые описания к «Естественной истории Новой Испании» Франсиско Эрнандеса в ходе подготовки расширенного издания материалов американской экспедиции последнего в 1628 году.

## Sambuca Lincea
Колонна увлекался теорией музыки и музицировал как любитель. В русле характерных для гуманистов эпохи Возрождения попыток реставрации древнегреческой музыки разработал проект особого клавикорда, на котором, по его мысли, могла исполняться музыка всех родов мелоса, включая «энармонику» (т.е. микрохроматику). Строй и конструкцию своего клавикорда Колонна детально описал в трактате «Sambuca Lincea» (Неаполь, 1618) — «Линкейская самбука». Прилагательное «линкейская» (или «линчейская») в заголовке труда ссылается на основанную в 1603 году итальянскую Академию наук, существительное «самбука» — на одноимённый античный инструмент (треугольной формы). 
Инструмент Колонны содержал по 12 струн на одну октаву. Высотой звучания каждой из струн управляли тангенты (металлические штифты с плоской головкой), связанные механизмом с многочисленными клавишами. Всего на диковинном инструменте было шесть мануалов (рядов клавиш). 
Для пропаганды реставрированных «многоголосных» родов Колонна (в том же трактате) прилагает примеры «хроматической» и «энармонической» музыки, которую по его просьбе написал (не видя «живого» инструмента, а только на основе своей «исключительной музыкальности») неаполитанский композитор Асканио Майоне. Среди примеров — «Esempio della circolatione delli gradi enarmonici e chromatici...» — простая кварто-квинтовая секвенция, которая «представляет собой нанизанные друг на друга каденции». Был ли построен инструмент в реальности либо остался только в проекте, неизвестно. Экспериментальные микрохроматические композиции Колонны (Майоне) отклика у современников не нашли. Реконструкция линкейской самбуки находится в парижском Музее музыки.

### Самбука и пентеконтахорд
В предисловии к (ботаническому) трактату Колонны Minus cognitarum stirpium pars altera (Рим, 1616) опубликовано обращение издателя (Джакомо Маскарди) к читателю, в котором издатель анонсирует будущие публикации Колонны, где он в частности пишет: 

Habebis denique musici, ut vulgo dicitur, instrumenti constructionis rationem, iconem et descriptionem quod auctor noster Lynceam Sambucam a forma, et Pentecontachordon appellat, quia quinquagenis construitur inaequalibus chordis <...>— Minus cognitarum stirpium pars altera, Typographus lectoris <без № стр.>
Хотя сам Колонна в опубликованных его текстах не называл свой фантастический инструмент "пентеконтахордом", лексикографы XIX — начала XX веков использовали в своих статьях именно второе название инструмента.